# Ulpiana (stolica tytularna)

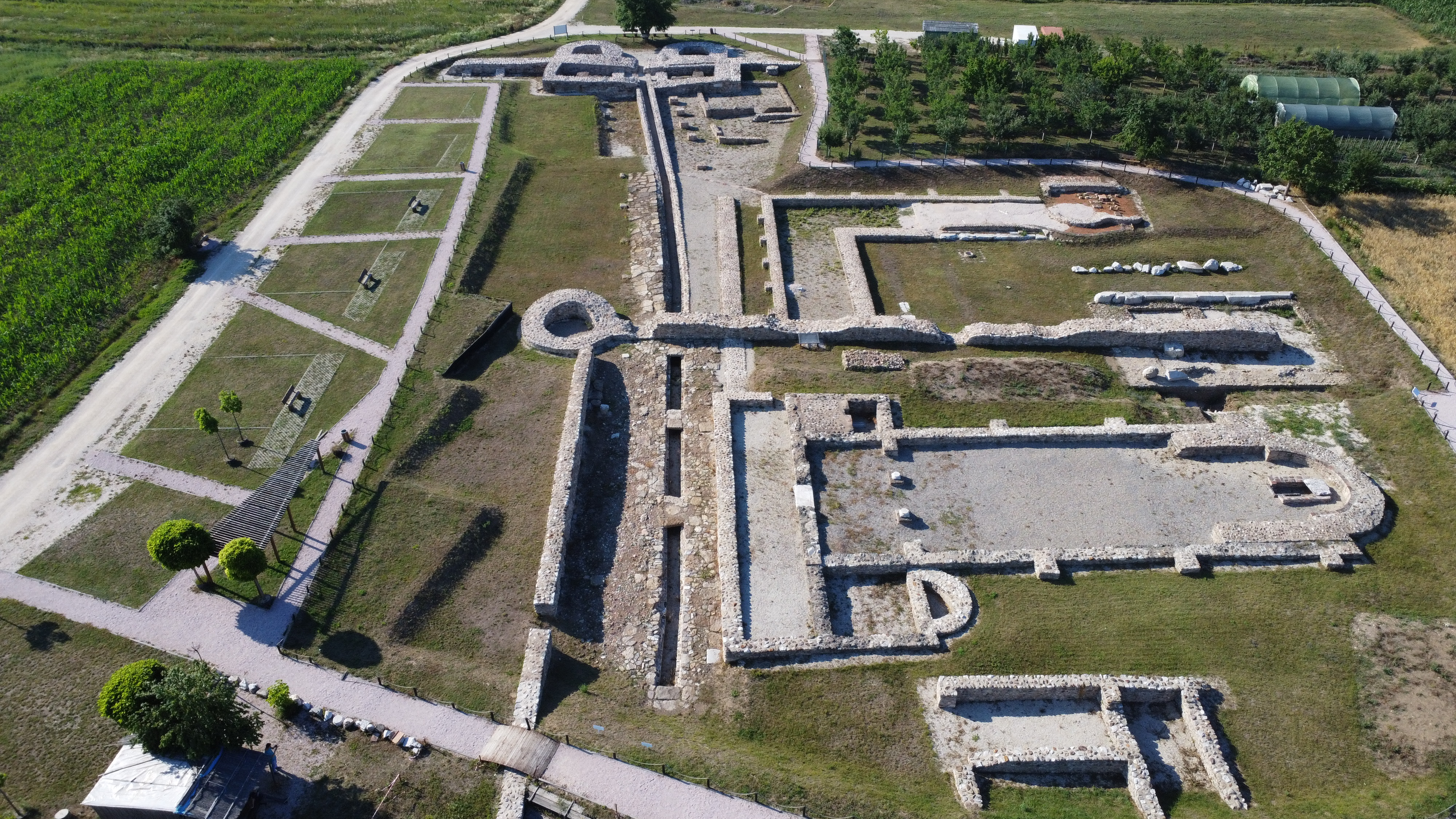
Ruiny rzymskiego miasta Ulpiana

Ulpiana (łac. Dioecesis Ulpianensis) – współcześnie katolickie biskupstwo tytularne ustanowione w 1933 przez papieża Piusa XI.  

## Historia
W przeszłości municypium rzymskie i stolica historycznej diecezji w Mezji istniejącej w czasach rzymskich. Ruiny miasta Ulpiana znajdują się w pobliżu miejscowości Lipjan / srb. Lipljan na terenie Kosowa. 

## Biskupi tytularni
| Lp. | Biskup              | Funkcja                                            | Od                   | Do               |
| --- | ------------------- | -------------------------------------------------- | -------------------- | ---------------- |
| 1   | Luigi Zaffarami     | emerytowany biskup Todi (Włochy)                   | 10 lutego 1933       | 19 września 1939 |
| 2   | Vasile Aftenie      | biskup pomocniczy Fogaraszu i Alba Iulia (Rumunia) | 12 kwietnia 1940     | 10 maja 1950     |
| 3   | János Bárd          | biskup pomocniczy Kalocsa (Węgry)                  | 20 listopada 1950    | 23 września 1982 |
| 4   | Raúl Scarrone       | biskup pomocniczy Montevideo (Urugwaj)             | 13 października 1982 | 15 czerwca 1987  |
| 5   | Salvatore Boccaccio | biskup pomocniczy diecezji rzymskiej               | 29 października 1987 | 14 marca 1992    |
| 6   | Carlo Maria Viganò  | nuncjusz apostolski urzędnik Kurii Rzymskiej       | 3 kwietnia 1992      |                  |